# (8939) Onodajunjiro
(8939) Onodajunjiro est un astéroïde de la ceinture principale.

## Description
(8939) Onodajunjiro est un astéroïde de la ceinture principale. Il fut découvert le 29 janvier 1997 à Ōizumi par Takao Kobayashi. Il présente une orbite caractérisée par un demi-grand axe de 2,92 UA, une excentricité de 0,07 et une inclinaison de 1,8° par rapport à l'écliptique.

## Compléments